# Zernyia flavidaria
Zernyia flavidaria là một loài bướm đêm trong họ Geometridae.